# Крик Вильгельма
Крик Вильгельма, иногда вопль Вильгельма (англ. Wilhelm scream) — часто используемый в кино и телевидении звуковой эффект. Впервые он был использован в вестерне 1951 года «Далёкие барабаны». Эффект вновь стал популярным после того, как он был использован в «Звёздных войнах», а также во множестве других фильмов, телепрограмм и видеоигр. Эффект, часто звучащий при падении персонажа с большой высоты, взрыве или, например, если в человека попадает стрела, стал своеобразной «шуткой для своих» или «пасхальным яйцом» в профессиональной среде звукорежиссёров Голливуда.
Этот звук стал одним из самых широко известных киноштампов, и к началу мая 2010 года был использован как минимум в 216 фильмах и компьютерных играх.
Звуковой эффект назван по имени рядового Вильгельма, персонажа вестерна «Погоня на реке Фетер» 1953 года, которого ранят стрелой из лука. Считается, что это второй фильм, в котором был использован этот звуковой эффект, и первый случай, когда он был взят из фонотеки звуковых эффектов Warner Bros.

## История создания
Изначально «крик Вильгельма» был одним из серии звуковых эффектов, записанных для фильма 1953 года «Погоня на реке Фетер». Его можно услышать в эпизоде фильма, в котором одного из солдат, пробирающихся через болота Эверглейдса, кусает и утаскивает под воду аллигатор. Крик этого персонажа был записан позже, вместе с пятью другими короткими криками. Все они были помечены «Человека кусает аллигатор, и он кричит». Пятый крик был использован в сцене с солдатами на болоте; он же, а также четвёртый и шестой звуки были использованы ранее в фильме, для озвучивания сцены гибели трёх индейцев при нападении на форт. Хотя наиболее узнаваемыми являются эффекты номер 4, 5 и 6, все шесть эффектов называют «крик Вильгельма».

## Возрождение популярности
До середины 1970-х звуковой эффект был использован во многих фильмах, однако он использовался исключительно в продукции Warner Bros.
Вновь популярным этот звук сделал звукорежиссёр Бен Бёртт. Бен и его друзья-киноманы, Рик Митчелл и Ричард Андерсон, заметили, что один и тот же характерный крик используется во множестве фильмов. Они даже вставили этот крик в один из фильмов 1974 года, над которым вместе работали, «позаимствовав» из звуковой дорожки другого фильма. Несколькими годами позже, когда Бена Бёртта привлекли к работе над «Звёздными войнами», он получил доступ к звуковым архивам нескольких киностудий. Так он наткнулся на оригинал звукового эффекта из «Далёких барабанов». Он назвал его «крик Вильгельма», по имени персонажа, издавшего этот вопль в фильме «Атака у реки Фезер». После этого Бен стал использовать звук в качестве подобия собственной звуковой подписи и применил его во всех фильмах серии «Звёздные войны» и «Индиана Джонс», а также в «Новых американских граффити» (1979) и «Уиллоу» (1988).
Друг Бёртта, Ричард Андерсон, также продолжил эту традицию, использовав «крик Вильгельма» во многих фильмах, над которыми он работал, включая «Индиана Джонс: В поисках утраченного ковчега» (1981), «Полтергейст» (1982), «Бэтмен возвращается» (1992), «Агент Коди Бэнкс» (2003) и «Мадагаскар» (2005). Поскольку запись, которую использовал Бёртт, хранилась в студии Skywalker Sound, другие его коллеги также стали использовать этот звук, и вставлять «крик Вильгельма» в фильмы вскоре стало традицией в профессиональной среде звукорежиссёров и звукооператоров. Хотя ни одна коммерческая библиотека звуковых эффектов никогда не включала в себя этот звук, эффект получил большое распространение благодаря звуковым редакторам, ценившим историю его появления. Игровая студия Lucasfilm Games (подразделение Lucasfilm) первой стала использовать этот звук в своих играх, и теперь «крик Вильгельма» можно услышать во множестве игр, таких как Red Dead Redemption и Team Fortress 2. В январе 2013 года вышел трейлер игры StarCraft II: Heart of the Swarm, а в январе 2017 года на официальном русскоязычном YouTube-канале игры League of Legends вышел тизер чемпиона Варвик, в которых также был применён данный крик (оригинальный англоязычный тизер с Варвиком этой отсылки не имеет). Также крик Вильгельма используют солдаты «Провидения» в анимационном фильме «Генератор Рекс».
Крик Вильгельма часто встречается в фильмах Квентина Тарантино (например, в «Бешеных псах», «Убить Билла», «Доказательстве смерти», «Бесславных ублюдках», «Джанго освобождённый», «Однажды в Голливуде»). Также Крик Вильгельма неоднократно можно встретить в трилогии «Властелин колец» Питера Джексона и мультсериале «Дружба — это чудо».
Согласно исследованию, предпринятому позднее Беном Бёртом, автором крика, скорее всего, был актёр и певец Шеб Вули (англ. Sheb Wooley), более известный как автор баллады 1958 года «Flying Purple People Eater». Это предположение подтверждает интервью 2005 года со вдовой Вули, Линдой Дотсон (англ. Linda Dotson). Бёрт обнаружил фамилию Вули в списке актёров «Далёких барабанов», задействованных в озвучивании второстепенных ролей фильма. Шеб Вули играл не указанную в титрах роль рядового Джессепа и был одним из актёров, привлечённых к озвучке дополнительных звуковых материалов фильма. Его вдова подтвердила, что это его крик звучит во множестве вестернов, добавив, что «Он всегда шутил насчёт того, как он здорово кричал и умирал в фильмах».